# Scorpaena grattanica
Scorpaena grattanica är en fiskart som beskrevs av Trunov 2006. Scorpaena grattanica ingår i släktet Scorpaena och familjen Scorpaenidae. Inga underarter finns listade i Catalogue of Life.